# Оперный театр Сент-Луиса
Оперный театр Сент-Луиса (англ. Opera Theatre of Saint Louis, сокр. OTSL) — американский летний оперный фестиваль (театр) в Сент-Луисе, штат Миссури.
Обычно каждый сезон, который длится с конца мая до конца июня, исполняется четыре оперы на английском языке. Выступления сопровождаются Симфоническим оркестром Сент-Луиса, который разделен на два ансамбля, каждый из которых исполняет две оперы в течение сезона. Представления проходят в центре Loretto-Hilton Center for the Performing Arts в кампусе Университета Вебстера.

## История и деятельность
Соучредителями Оперного театра Сент-Луиса в 1976 году стали Ли Гердин, Лоранс Браунинг-младший и Джеймс Ван Сант. Они наняли в качестве художественного руководителя Ричарда Гаддеса, который в то время работал в Опере Санта-Фе. Гаддес в 1978 году был назначен на должность постоянного генерального директора по предложению Эда Корна, которого пригласили из Метрополитен-оперы в качестве консультанта.
В первый сезон 1976 года Опера Сент-Луиса представила одиннадцать постановок, в числе которых были «Albert Herring» Бенджамина Бриттена, «Директор театра» Моцарта, «Медиум» и Джанкарло Менотти и «Дон Паскуале» Доницетти. Эта смесь исторических классических произведений и некоторых новых и нетрадиционных опер предполагалась в будущих сезонах в качестве стиля Оперного театра Сент-Луиса.
В числе своих достижений в свои первые сезоны оперная компания выпустила первую совместную телепередачу на BBC/WNET оперы «Albert Herring», а в 1983 году выступала на Эдинбургском международном фестивале. В сентябре 2001 года в Токио была представлена премьера классического японского произведения «Повесть о Гэндзи», адаптированного как опера композитором Minoru Miki под названием «Genji monogatari».
Известные режиссёры Грэм Вик, Джонатан Миллер и Марк Ламос дебютировали на американской оперной сцене в Театре Сент-Луиса, как и дирижёры — Леонард Слаткин и Кристофер Хогвуд. Колин Грэм занимал должность директора оперы с 1978 по 1985 год, Джон Нельсон был музыкальным руководителем с 1985 по 1988 год и главным дирижёром с 1988 по 1991 год. Известные певцы США, в том числе Кристин Брюэр, Сьюзан Грэм, Денис Грейвс, Дуэйн Крофт, Томас Хэмпсон, Джерри Хэдли, Патрисия Рэйсетт, Сильвия Макнейр и Стефани Блайт выступали в постановках в Сент-Луисе.
Оперный театр Сент-Луиса представил 14 мировых премьер, в том числе: «The Postman Always Rings Twice» Стивена Паулюса (1982), «The Loss of Eden» Кэри Джона Франклина (2002), «Анна Каренина» Дэвида Карлсона (2007), «Чемпион» Теренса Бланшара (2013), «Twenty-Seven» Рики Гордона (2014). Театром было показано такое же количество американских премьер, среди них: «Джейн Эйр» Майкла Беркли; «Paul Bunyan» Бенджамина Бриттена, «Путешествие в Реймс» Россини и «The Vanishing Bridegroom» Джудита Уира.
Театр также обучает молодых артистов по программе Gerdine Young Artists, названной в честь председателя учредительного совета Оперного театра Ли Гердина. Они выступают и в качестве хора компании, поскольку у театра нет постоянного хора.
Директоры Оперного театра Сент-Луиса:
- Ричард Гаддес[англ.] (1976—1985)
- Чарльз Маккей[англ.] (1985—2008)
- Тимоти О’Лири[7] (2008—2018)
- Эндрю Йоргенсен[1] (с 2018)